# Segona categoria del Campionat de Catalunya de futbol 1912-1913
Resultats de la lliga de Segona categoria del Campionat de Catalunya de futbol 1912-1913.

## Classificació
|     |                |                        | Punts | J  | G  | E | P | GF | GC | DG |
| --- | -------------- | ---------------------- | ----- | -- | -- | - | - | -- | -- | -- |
| 1.  | Verd-i-blanc   | FC Internacional       | 20    | 10 | 10 | 0 | 0 | 29 | 1  | 28 |
| 2.  | Blanc-i-negre  | CS Sabadell FC         | 11    | 7  | 5  | 1 | 1 | 24 | 13 | 11 |
| 3.  | Blau-i-groc    | New Catalònia FC       | 9     | 6  | 4  | 1 | 1 | 17 | 4  | 13 |
| 4.  | Blanc-i-blau   | CD Europa              | 6     | 5  | 3  | 0 | 2 | 8  | 11 | 3  |
| 5.  | Vermell-i-groc | CF Andreuenc           | 6     | 7  | 3  | 0 | 4 | 10 | 15 | 5  |
| 6.  | Sense bandera  | FC Barcino             | 2     | 2  | 1  | 0 | 1 | 1  | 0  | 1  |
| 7.  | Sense bandera  | Stàdium FC             | 2     | 5  | 1  | 0 | 4 | 5  | 10 | 5  |
| 8.  | Groc-i-negre   | Atlètic FC de Sabadell | 2     | 5  | 1  | 0 | 4 | 1  | 8  | 7  |
| 9.  | Sense bandera  | FC Martinenc           | 2     | 6  | 1  | 0 | 5 | 6  | 9  | 3  |
| 10. | Sense bandera  | Bétulo FC              | 2     | 8  | 1  | 0 | 7 | 5  | 33 | 28 |
| 11. | FC Badalona    | FC Badalona            | 0     | 1  | 0  | 0 | 1 | 0  | 2  | 2  |
|     |                |                        |       |    |    |   |   |    |    |    |

## Resultats
| Jornada 1          | 15 desembre 1912 | 15 desembre 1912 |
| Sabadell           | 3-2              | Europa           |
| Atlètic Sabadell   | 1-0              | Martinenc        |
| Internacional      | 2-0              | Badalona         |
| Stàdium            | 1-2              | Bétulo           |
| Andreuenc          | (s/d)            | New Catalònia    |
| descansa: Barcino  |                  |                  |
| Jornada 2          | 12 gener 1913    | 12 gener 1913    |
| Barcino            | (s/d)            | Badalona         |
| Andreuenc          | 2-1              | Martinenc        |
| New Catalònia      | 0-2              | Internacional    |
| Atlètic Sabadell   | 0-3              | Sabadell         |
| Europa             | 1-0              | Stàdium          |
| descansa: Bétulo   |                  |                  |
| Jornada 3          | 19 gener 1913    | 19 gener 1913    |
| Bétulo             | 1-5              | Europa           |
| Barcino            | (s/d)            | New Catalònia    |
| Stàdium            | (s/d)            | Atlètic Sabadell |
| Internacional      | (n/p)            | Martinenc        |
| Sabadell           | 5-3              | Andreuenc        |
| descansa: Badalona |                  |                  |
| Jornada 4          | 26 gener 1913    | 26 gener 1913    |
| Badalona           | (s/d)            | New Catalònia    |
| Atlètic Sabadell   | (s/d)            | Bétulo           |
| Martinenc          | (s/d)            | Barcino          |
| Stàdium            | 4-0              | Andreuenc        |
| Internacional      | 4-0              | Sabadell         |
| descansa: Europa   |                  |                  |
| Jornada 5          | 2 febrer 1913    | 2 febrer 1913    |
| Bétulo             | 1-2              | Andreuenc        |
| Internacional      | (s/d)            | Stàdium          |
| Atlètic Sabadell   | (s/d)            | Europa           |

| Jornada 6                  | 9 febrer 1913  | 9 febrer 1913    |
| New Catalònia              | 2-0            | Martinenc        |
| Europa                     | (n/p)          | Andreuenc        |
| Sabadell                   | (s/d)          | Badalona         |
| Bétulo                     | 0-7            | Internacional    |
| Barcino                    | (s/d)          | Stàdium          |
| descansa: Atlètic Sabadell |                |                  |
| Jornada 7                  | 16 febrer 1913 | 16 febrer 1913   |
| Atlètic Sabadell           | 0-2            | Andreuenc        |
| New Catalònia              | 2-2            | Sabadell         |
| Internacional              | (s/d)          | Europa           |
| Bétulo                     | (s/d)          | Barcino          |
| Jornada 8                  | 23 febrer 1913 | 23 febrer 1913   |
| Martinenc                  | 2-3            | Sabadell         |
| Atlètic Sabadell           | (c/p)          | Internacional    |
| New Catalònia              | 4-0            | Stàdium          |
| Europa                     | (s/d)          | Barcino          |
| Badalona                   | (s/d)          | Bétulo           |
| descansa: Andreuenc        |                |                  |
| Jornada 9                  | 2 març 1913    | 2 març 1913      |
| Andreuenc                  | (s/d)          | Internacional    |
| Martinenc                  | (s/d)          | Stàdium          |
| Barcino                    | (s/d)          | Atlètic Sabadell |
| New Catalònia              | 6-0            | Bétulo           |
| Europa                     | (s/d)          | Badalona         |
| descansa: Sabadell         |                |                  |

| Jornada 10              | 9 març 1913    | 9 març 1913      |
| Stàdium                 | (s/d)          | Sabadell         |
| Andreuenc               | (s/d)          | Barcino          |
| Bétulo                  | 1-3            | Martinenc        |
| Badalona                | (s/d)          | Atlètic Sabadell |
| Europa                  | (s/d)          | New Catalònia    |
| descansa: Internacional |                |                  |
| Jornada 11              | 16 març 1913   | 16 març 1913     |
| Internacional           | (s/d)          | Barcino          |
| Sabadell                | 8-0            | Bétulo           |
| Andreuenc               | (s/d)          | Badalona         |
| Martinenc               | (s/d)          | Europa           |
| Atlètic Sabadell        | 0-3            | New Catalònia    |
| descansa: Stàdium       |                |                  |
| Jornada 12              | 30 març 1913   | 30 març 1913     |
| Barcino                 | 1-0            | Bétulo           |
| Stàdium                 | 0-3            | Internacional    |
| Jornada 13              | 13 abril 1913  | 13 abril 1913    |
| Europa                  | 0-7            | Internacional    |
| Jornada 14              | 20 abril 1913  | 20 abril 1913    |
| Internacional           | 4-1            | Andreuenc        |
| Jornada 15              | 25 febrer 1912 | 25 febrer 1912   |
| Barcino                 | (n/p)          | Internacional    |

Notes
- Jornada 3: Martinenc arribà tard al partit i fou sancionat amb la pèrdua dels punts.[1]
- Jornada 6: Andreuenc no es presentà.
- Jornades 7 i 13: el partit Internacional-Europa es jugà al camp de l'Espanya per decisió de la Federació.
- Jornada 8: Atlètic Sabadell cedí els punts.
- Jornada 15: Barcino no es presentà.
- (s/d) — sense dades